# Phygital
Phygital (acrónimo de Physical + digital) es un concepto que nace en el siglo XXI y de forma específica hace referencia a la presencia de una misma persona tanto en el mundo físico como en el digital.  No se refiere solo a una combinación de elementos o datos del mundo físico (obtenidos de muchas personas) y digital (obtenidos de otras muchas personas), sino que hace referencia a que es la misma persona quien tiene  presencia en el mundo físico y en el mundo digital, y por tanto el comportamiento en ambos mundos no conllevan dos entes separados sino que es parte de una misma realidad, que debe poder tratarse de forma conjunta o phygital, y puede analizarse persona a persona.
Por tanto debe existir la capacidad de identificación de la presencia de cada persona en ambos mundos. Por ejemplo cuando una persona navega en la página web de una tienda en línea y cuando está físicamente en el local físico. Todo esto lleva a entender lo físico y lo digital como una única realidad de cada persona y no como dos entes separados.

## Contexto
Hasta el siglo XIX puede decirse que solo existía la vida física para las personas. A finales del siglo XX surge el mundo digital o mejor llamado en línea, basado en la conectividad entre máquinas a través de redes y protocolos como IP, P2P,  HTTP, WWW, etc., y desde entonces se empieza a hablar de lo que podemos denominar vida digital u en línea, o comportamiento digital como una faceta más de las personas.
Sin embargo en este siglo todavía la vida física y digital de cada persona está separada, y nadie analiza que hace cada persona en su vida física y en su vida digital, considerándose que no era posible identificar la presencia de la misma persona en ambos mundos. A principio del SXXI las personas adoptamos de manera masiva dichas máquinas móviles de comunicaciones en línea, como son los teléfonos inteligentes o teléfono inteligente, y dichos smartphone representan la unión del mundo físico y digital, ya que nos permite entrar y acceder al mundo digital en cualquier lugar y momento, ya que las llevamos con nosotros todo el día y a todas partes. No es hasta la aparición de tecnologías como Seeketing en 2011 y DataforLife en 2022, que no puede hablarse del mundo phygital es decir, que no podemos conocer e identificar el comportamiento en ambos mundos para cada persona. Ya que anteriormente, se venía analizando por separado la actividad o comportamiento en el mundo digital, a través por ejemplo de herramientas de análisis de páginas web (como Google Analytics) o apps (como Flurry) y a través de cámaras u otros sensores de presencia o de conteo de personas,  para analizar el comportamiento en el mundo físico. Los identificadores únicos de Seeketing o de DataforLife representan la primera tecnología que basada en un hardware que se coloca en el mundo físico para la detección de los teléfonos móviles personales en el mundo físico, y la detección del uso de páginas web o aplicaciones móviles que incorporan la funcionalidad Seeketing y DataforLife a través de un SDK o librería incrustada, se puede conocer que la misma persona es la que está presente en una zona física (gracias a que llevamos siempre nuestro teléfono inteligente con nosotros, casi podríamos decir que nos hemos pegado un chip digital a nuestro cuerpo físico), es la misma persona que a través de su teléfono inteligente está navegando en unas determinadas páginas web, o aplicaciones móviles.
Posteriormente a mediados de 2013 se populariza otra tecnología phygital como son los iBeacon basados en bluetooth donde a través de un pequeño hardware emisor, y siempre que el teléfono inteligente del usuario sea compatible con la señal que emiten los beacon, y además tenga el chip bluetooth activo y además de lo anterior tenga una aplicación instalada con los permisos adecuados en su teléfono, dicha aplicación podría leer o escanear las señales que emiten los ibeacon para poder identificar la presencia física de dicha persona en cualquier lugar donde se ubiquen los ibeacon, sin la necesidad de que el usuario interactue con un dispositivo electrónico en dicho lugar. El problema práctico de los ibeacon es que al requerir tantos requisitos simultáneos por parte de los visitantes a un espacio físico, en la actualidad prácticamente nadie usa esta tecnología con este fin, ya que menos de un 1% del total de visitantes a un espacio físico público podrán en la práctica ser identificada su presencia en el mundo físico.
El objetivo de lo phygital es entonces analizar y entender la actividad de cada persona física y digital como un único continuo o única realidad proveniente de una misma fuente o persona, por eso es necesario poder relacionar a través de un identificador único entre online/digital y físico/presencial,

## Aplicaciones
Las aplicaciones de conocer persona a persona su comportamiento en el mundo físico y digital están aún por explorar, este término empezó a utilizarse en el ámbito del marketing, la comunicación, pero las aplicaciones futuras tienen que ver con muchos más ámbitos como son las propias redes, la seguridad, el deporte, el comercio y los negocios, los transportes, el ocio, la gestión, etc..
Aplicaciones a otros ámbitos especialmente el artístico o lúdico, son también posibles como DataforLife para festivales de música y grandes eventos.
Un ejemplo reciente son las aplicaciones al comercio en municipios o ciudades.

## Ejemplos y casos de uso
Un ejemplo o caso de uso referido al entorno del marketing y del comercio físico, es cuando una persona utiliza su teléfono inteligente para ver los productos de una tienda de moda en línea, es decir en la página web o en la aplicación móvil de dicha tienda, mientras espera el autobús, pero finalmente no compra en la tienda en línea dichos productos. Al cabo de varios días dicha persona acude a un área o comercial físico, y al pasar junto a la tienda física recibe un mensaje a través de whatsapp o SMS en su teléfono inteligente de la tienda en cuestión que le indica que la prenda que le interesa la tienen en 5 colores y que ahora los probadores 3 y 8 están vacíos, para que pueda probarse dicha prenda ágilmente. Se abre la posibilidad a un nuevo marketing phygital, donde el poder conocer los gustos o intereses a través de la navegación web o uso de apps de una persona se combina con la presencia física de dicha persona cerca de la tienda, y con el estado de ocupación de la propia tienda física (colas en caja o probadores), pudiendo disparar un mensaje o iniciar una comunicación digital (push whatsapp o sms) en función de la presencia física.

## Tecnologías relacionadas
Aunque autores como Juan Carlos Mejía y otros muchas referencias publicadas en artículos diversos, podrían considerar como phygital experiencias y tecnologías del tipo:
- Los códigos QR, Marcadores de realidad aumentada,[8] Light ID[9]
- Los hashtag en un programa de TV, donde una persona usa una aplicación móvil en el momento que está viendo un programa de TV.
- Pantallas táctiles
- RFID

Otras muchas tecnologías pueden incluirse en esta lista, pero todas ellas se refieren a la integración de aspectos físicos y con tecnologías digitales sin necesidad de que exista una identificación única de la persona en ambos mundos. Es decir, aunque personas usamos en el mundo físico todo tipo de tecnologías digitales, estas tecnologías no trabajan bajo un paradigma phygital.
La diferencia es que estas tecnologías son puramente digitales que requieren de la interacción de cada persona y de concocer la ubicación del propio dispositivo electrónico para localizar, junto a dicho dispositivo, a la persona que lo usa, es decir si la persona no interactúa no tiene presencia en ambos mundos, no basta con su sola presencia. No hay diferencia con el uso de un ordenador o tablet, en casa o en una tienda. Lógicamente si una persona entra en una tienda y teclea sus datos personales en la tablet de la entrada, podemos unir de alguna forma la presencia de una persona física y su traza digital, o si una persona entra en una tienda y escanea un código QR o se conecta a una wifi o se identifica con sus datos personales o con su tarjeta de crédito ante el vendedor, éste puede anotar en el TPV que dicha persona ha estado en dicha tienda en ese momento, y solo mediante acciones manuales o interacciones generadas por los usuarios podemos ligar identificadores de ambos mundos físico y digital.
La tecnología Seeketing es la primera que permite un verdadero entorno phygital, ya que no se basa  en acciones manuales o la necesidad de interacción de los usuarios para  su identificación digital y su localización física, sino en su simple presencia en el mundo físico o en el mundo digital, gracias a llevar consigo un teléfono inteligente encendido, que está siendo detectado e identificado en el mundo físico, y cuando se usa está siendo detectado con el mismo identificador en el mundo digital. Es decir, no requiere que el visitante se convierta en usuario e interactúe con ningún equipo electrónico, sino que se basa en que el visitante lleva consigo un teléfono inteligente en el bolsillo que está continuamente emitiendo señales y por tanto puede ser detectada su presencia de forma unívoca.